# Биюк-Узень (родник)
Биюк-Узень (также исток реки Кача, Хавалы́х-Джилга́) — родник, считающийся главным истоком реки Качи, фактически — её левой составляющей, речки Биюк-Узень. Находится в одноимённой балке северного склона горы Роман-Кош, в нескольких метрах ниже моста через овраг на 30 километре Романовского шоссе. Высота истока современными методами определяется в 991 м над уровнем моря. В сборнике «Крымское государственное заповедно-охотничье хозяйство им. В. В. Куйбышева» 1963 года высота истока Биюк-Узеня указана 1040 м.

## История изучения
Первое упоминание источника встречается в статье Петра Кеппена «Wege und Pfade des Taurischen Gebirges» (Пути и тропы Таврических гор) 1838 года, опубликованной в сборнике «Mémoires de l’Académie impériale des sciences de St.-Pétersbourg» (Записки Императорской Академии Наук Санкт-Петербурга) за 1841 год, в которой ученый называет родник и балку, в которой он находится Хавалы́х-Джилга́ (Бузиновое ущелье). Вновь интерес к источнику отмечается в начале XX века, что могло быть связано со строительством Романовского шоссе, прошедшим в нескольких метрах выше родника. Начальник партии Крымских водных изысканий Карл Денисович Кельтсер в посвящённом окончанию строительства шоссе очерке «Романовская лесная дорога», опубликованном в сборнике «Ежегодник Отдела Земельных Улучшений» за 1913 год, писал
Спуск дороги тянется до пересечения ею на 27-й версте р. Биюк-Узень, истока р. Качи. Мощный источник, дающий начало реке, остаётся влево в нескольких саженях ниже полотна дороги.
В 1915 году были опубликованы данные обследования родника Крымской партией водных изысканий, согласно которым не оборудованный пресный источник на территории Казённого Бешуйского лесничества на высоте 496 саженей (1058 м) вытекает из известняка в буковом лесу. Дебиты в 1914—1915 году: средний — 682300 вёдер в сутки, наибольший — 1300000, наименьший (август) — 296000 вёдер в сутки. В июне 1915 года была зафиксирована температура воды 6° R (7,5 ° C).
Примечательно, что у Николая Васильевича Рухлова в капитальном труде «Обзор речных долин горной части Крыма» перечислено множество «боковых» родников, но о главном истоке Биюк-Узеня (учёный приводит его народное название Мачин) не сказано ничего.